# Abelardo Luján Rodríguez

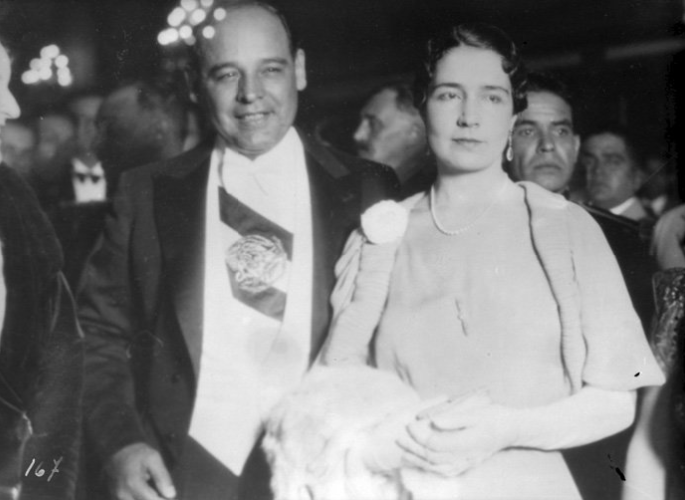
Abelardo L. Rodríguez met zijn vrouw

Abelardo Luján Rodríguez (San José de Guaymas, 12 mei 1889 – La Jolla, 13 februari 1967) was een Mexicaans politicus en militair. Hij was interim-president van Mexico van 1932 tot 1934.

## Vroege jaren
Rodríguez was afkomstig uit een arme familie uit Sonora. In zijn jonge jaren had hij verschillende baantjes, waaronder honkbalspeler. Hij ging studeren in Nogales, maar maakte zijn studie niet af omdat hij zich in 1913 aansloot bij de Mexicaanse Revolutie. Hij klom snel op. In 1916 werd hij kolonel en in 1920 sloot hij zich aan bij het Plan van Agua Prieta, waarna hij tot Militair Bevelhebber van Baja California werd benoemd. In 1923 werd hij gouverneur van dat territorium, en hij bleef dat tot 1930. Zijn periode als gouverneur viel samen met de Drooglegging in de Verenigde Staten, en hij verdiende een klein fortuin door het smokkelen van drank naar dat land. Na zijn gouverneurschap reisde hij naar Europa om daar onderzoek te doen naar industrie- en luchtvaarttechnieken. In 1932 keerde hij terug naar Mexico en kreeg hij een post in het kabinet van Pascual Ortiz Rubio. Hij werd eerst minister van oorlog, maar korte tijd later werd hij minister van industrie en handel.

## Presidentiële termijn
Op 4 september zag Ortiz zich gedwongen af te treden door Plutarco Elías Calles en vervangen door Rodríguez. Evenals zijn twee voorgangers was Rodríguez in feite een marionet van Calles, de voorzitter van de Nationaal Revolutionaire Partij (PNR). Desalniettemin nam Rodríguez als president veel belangrijke beslissingen. Tijdens zijn termijn stichtte Rodríguez verschillende financiële instituties en voerde hij socialistisch onderwijs in. Beloftes die al in 1917 in de grondwet werden gemaakt werden tijdens Rodríguez' termijn ingelost. Het ging vooral om de rechten van arbeiders, zoals het wettelijk minimumloon van vier peso. Controversieel was zijn poging seksuele voorlichting op te nemen in het curriculum. Na protesten besloot hij hiervan af te zien. Hij zorgde er ook voor dat presidentiële termijnen voortaan zes in plaats van vier jaar duurden.

## Opvolging en latere jaren
Zijn termijn eindigde op 30 november 1934. Hij werd opgevolgd door de door Calles aangewezen Lázaro Cárdenas, die de verkiezingen won met 98% van de stemmen.
Rodríguez trok zich voor een tijdje terug uit de politiek. In 1943 keerde hij terug toen hij als gouverneur van Sonora gekozen werd. Hij besteedde daar veel aandacht aan onderwijs; hij stichtte onder andere de Universiteit van Sonora. Wegens gezondheidsproblemen stapte hij af in 1948. Hij overleed in de Verenigde Staten.
- Bibliothèque nationale de France: cb105753088 (data)
- Gemeinsame Normdatei: 1053296258
- International Standard Name Identifier: 0000 0000 2682 4199
- Library of Congress Control Number: n82103199
- SNAC: w6n34fsz
- Virtual International Authority File: 40724208
- WorldCat: E39PBJh4xJvqvjwPDt8jqCfrMP